# Салвадор-ду-Монте
Салвадор-ду-Монте (порт. Salvador do Monte)  —  район (фрегезия) в Португалии,  входит в округ Порту. Является составной частью муниципалитета  Амаранте. По старому административному делению входил в провинцию Дору-Литорал. Входит в экономико-статистический  субрегион Тамега, который входит в Северный регион. Население составляет 1154 человека на 2001 год. Занимает площадь 7,47 км².